# Явшиниці
Явшиниці (рос. Явшиницы) — присілок у Лодєйнопольському районі Ленінградської області Російської Федерації.
Населення становить 4 особи. Належить до муніципального утворення Альоховщинське сільське поселення.

## Історія
Згідно із законом від 20 вересня 2004 року № 63-оз належить до муніципального утворення Альоховщинське сільське поселення.

## Населення
| 1885 | 1910 | 1927 | 1961 | 1997 | 2007 | 2010 |
| ---- | ---- | ---- | ---- | ---- | ---- | ---- |
| 307  | ↗452 | ↘138 | ↘110 | ↘8   | ↘7   | ↗17  |
| 2014 | 2015 | 2016 |      |      |      |      |
| ↘4   | →4   | →4   |      |      |      |      |